# アブシディ
アブシディ（英: Abcde）は、アメリカ合衆国の女性の人名である。この名前はアルファベットの最初の5文字を順番に並べたものが由来であり、他に由来や意味はない。

## 歴史
アブシディという名前はあまり一般的ではない。社会保障局の記録によると、アメリカでは1990年に5人の赤ちゃんがアブシディと命名されており、その後1998年まで毎年新たに5人前後が名付けられている。1999年以降は増加し、2009年には過去最多の32人に名付けられたが、2010年からは減少に転じた。2017年時点ではアブシディという名前の人が約400人存在すると考えられており、ほぼ全員が女性である。
1990年に名付けられた5人は全員ハワイで生まれているため、ハワイで誕生した名前だと考えられている。

## 事例
2018年11月、アブシディという名前の女児がカリフォルニア州・サンタアナのジョン・ウェイン空港でサウスウエスト航空に搭乗する際、搭乗券の名前の表記を見た職員は嘲笑し、女児を指差して他の職員に名前のことを話しかけたため、母親は注意を行った。さらにこの職員は女児の名前が書かれた搭乗券の写真をFacebookに掲載した。母親の知人がこの投稿を見つけたことで、母親はサウスウエスト航空に対して正式に苦情を出した。その後、サウスウエスト航空は配慮や敬意を欠いていたとして謝罪を行った。